# Norton Commander
Der Norton Commander (meist verkürzt NC) ist ein Dateimanager für DOS und Windows. Das Programm dient in seiner Grundkonzeption als Vorbild für eine ganze Gruppe ähnlicher Dateimanager, die sich selbst meist als Norton-Commander-Klone bezeichnen.
Der Hauptkonkurrent in den 1980er Jahren war der DOS-Dateimanager Xtree, der bereits 1985 veröffentlicht worden war.

## Geschichte
Das Programm wurde 1984 vom damaligen Physikstudenten John Socha unter dem Namen Visual DOS, kurz VDOS, entwickelt, der es 1986 unter dem Namen Norton Commander bei der Firma Peter Norton Computing, die später auch für das bekannte Produkt Norton Utilities verantwortlich war, veröffentlichte.
In den darauf folgenden Jahren erschienen noch drei weitere Versionen des Dateimanagers für das Betriebssystem DOS. Nach der Herausgabe des Norton Commander 4 wurde Norton Computing 1991 vom Unternehmen Symantec aufgekauft.
1992 wurde dann für OS/2 eine Version veröffentlicht. Sie unterstützte OS/2 2.0 mit HPFS- oder FAT-Dateisystem. Ihr fehlte die Eingabeaufforderung. Im Juni 1993 senkte Symantec den Preis des Norton Commander für OS/2 auf 49 US-Dollar und stellte bald darauf den Verkauf ein.
Symantec veröffentlichte 1995 Version 5 des Norton Commander für DOS und danach 1998 noch Versionen 5.51 für MS-DOS.
Die erste Windows-Version wurde 1996 veröffentlicht und unterstützte Windows 95 (mit 1.02 auch Windows 98) und Windows NT. Die zweite Version kam im Jahre 2000, es unterstützte Windows 2000 und kam im Bundle mit der Version 5.51 für DOS. Die Windows-Versionen waren von der Bedienung her an die DOS-Versionen angelehnt, unterstützten aber Windows-Funktionen wie den Papierkorb. Da aber mittlerweile mehrere andere Dateimanager sowohl für Windows als auch für DOS die Norton-Commander-Architektur kopierten und zum Teil funktionsreicher waren als das Original, wurde die Norton-Commander-Reihe aufgrund mangelnder Verkaufszahlen komplett eingestellt. Die letzte Version war 2.01.

## Eigenschaften

Oberfläche der Version 5 für DOS aus dem Jahre 1995 (typisch sind die zwei Verzeichnisfenster, die das Kopieren bzw. Verschieben von Dateien vereinfachen)

Der Norton Commander bietet unter DOS eine textbasierte Benutzeroberfläche, die aus zwei Fenstern und einer DOS-Kommandozeile besteht. Diese zweispaltige Präsentation von zwei individuellen Ansichtsfenstern wird auch als Zwei-Panel-Konzept bezeichnet, von englisch twin panel oder twin pane. Jedes panel (vgl. Paneel), im Deutschen meist als Fenster oder Spalte bezeichnet, stellt in der Regel einen Ordner mit Dateien und Unterverzeichnissen dar, die sich auf verschiedene Arten anzeigen und sortieren lassen – etwa nach dem Namen, der Größe oder dem Änderungsdatum. Durch die zwei Fenster (bzw. Spalten, panels oder panes), von denen jeweils eines aktiv ist, lassen sich Dateien und Verzeichnisse leicht zum inaktiven Fenster kopieren, verschieben oder die Dateien und Verzeichnis miteinander vergleichen.
Dieses zweispaltige Bedienkonzept war ein Fortschritt verglichen mit der DOS-Kommandozeile, wo dafür oft mühsam längere Befehle fehlerfrei einzutippen sind.
Textdateien können mit einem integrierten Texteditor angelegt und bearbeitet werden. Der integrierte Dateibetrachter kann auf Wunsch Dateien auch im Hexadezimalformat anzeigen. Zusätzlich bieten spätere Versionen neben anderen Funktionen die Möglichkeit, Formate aller Art (wie etwa Bild- und Sounddateien) zu öffnen und Archive anzulegen.
Typisch für das Programm ist, dass sich alle Funktionen über eine Vielzahl von Tastenkürzeln auslösen lassen. Oftmals übernahmen die Klone diese Kürzel, um Benutzern den Umstieg zu erleichtern. Damit ist der Norton Commander zum De-facto-Standard für zweispaltige Dateimanager avanciert. Die Hauptfunktionen des originalen Norton Commander sind schnell und einfach über die Funktionstasten abrufbar und beziehen sich in den meisten Fällen auf die Auswahl im aktiven Fenster. Diese sind auch unten eingeblendet:
- ↹ (Tab) zum Wechsel der aktiven Spalte bzw. des Fensters
- F1: Hilfe
- F2: Benutzermenü
- F3: Anzeigen (im Dateibetrachter)
- F4: Bearbeiten (im Texteditor)
- F5: Kopieren (vom aktiven zum inaktiven Fenster)
- F6: Umbenennen (im aktiven) oder Verschieben (in das inaktive Fenster)
- F7: Verzeichnis erstellen
- F8: Löschen
- F9: Menü
- F10: Beenden

Vor allem die Dateioperationen mit den Funktionstasten F3 bis F8 für Anzeigen, Bearbeiten, Kopieren, Umbenennen oder Verschieben, Verzeichnis erstellen und Löschen, wurden in den meisten Norton-Commander-Klonen übernommen. Die Funktionstaste F1 ist ohnehin in den meisten Betriebssystemen der Standard, um die Hilfefunktion aufzurufen. Zu DOS-Zeiten wurde die Taste F10 oft zum Beenden genutzt. Obwohl das Menü z. B. unter Windows auch über das Drücken und wieder Loslassen der Alt-Taste möglich ist, wurde von Klonen auch oft die Taste F9 übernommen. Dennoch, F10 sowie F2 und F9 haben oft neue Funktionen erhalten, um mit den Konventionen aktueller Betriebssysteme nicht zu brechen.
Ab Version 4 enthielt der Norton Commander ein Terminalemulationsprogramm mit der Bezeichnung Term90; in der Version 5.0 lautete die Bezeichnung Term95. Term90 und Term95 waren für viele Modemneulinge die erste Software zur Datenkommunikation mit einem Modem.

## Klone
Norton Commander gilt als Synonym für orthodoxe Dateimanager, gehörte zu den populärsten Programmen der DOS-Ära und wurde von verschiedenen Unternehmen, oft als Shareware, nachprogrammiert, unter anderem dem 
- Altap Salamander (Windows; Shareware)
- CBM-Command (Commodore VC 20, C64, C128, Plus/4, PET/CBM; Freeware)
- Directory Opus (Windows und AmigaOS; Shareware)
- Dos Navigator (DOS; Freie Software)
- Double Commander (Windows und Unix-artige Systeme; GPL)
- emelFM2 (für Unix-artige Systeme, GPL)
- FAR Manager (Windows; Shareware/BSD-Lizenz)
- File Commander (OS/2, Windows und Linux; Shareware)
- Free Commander (Windows; Freeware)
- Gnome Commander (Linux; GPL)
- Krusader (für Unix-artige Systeme mit KDE; GPL)
- MCAmiga (Amiga-artige Systeme; Freeware)
- Midnight Commander (Unix-artige Systeme, Windows; GPL)
- muCommander (plattformunabhängig durch Java; GPL)
- Operation Center (Windows; Shareware)
- Servant Salamander (Windows; Freeware)
- SpeedCommander (Windows; Shareware)
- Total Commander, bis 2002 unter der Bezeichnung Windows Commander (Windows, Windows CE, Android; Shareware/Freeware)
- Volkov Commander (DOS und Windows; Shareware)